# 프라우드넷
프라우드넷(ProudNet)은 대한민국의 넷텐션에서 개발한 소규모 및 대규모 다중 사용자 온라인 게임을 위한 네트워크 서버 엔진이다.

## 개요
프라우드넷은 MMORPG, FPS, 액션 게임, 레이싱 게임, 소셜 네트워크 게임, 보드 게임 등의 온라인 또는 모바일 게임 개발에 사용된다.

## 버전 내역
- 1.0 버전에서는 클라이언트-서버 및 P2P 네트워킹 기능을 제공
- 1.3 버전에서는 데이터베이스 캐시 서버, 서버간 통신 기능 등, 게임 서버 개발을 위한 여러 가지 기능 포함
- 1.4 버전에서 데이터베이스 캐시 서버가 자유 스키마를 지원
- 1.5 버전에서는 서버의 멀티 코어 사용율이 강화되었으며 유니티3D를 지원
- 1.6 버전에서는 언리얼 스크립트, 마멀레이드, 안드로이드 Java, NDK, iOS 네이티브 지원
- 1.7 버전에서는 WiFi와 3G/LTE간의 핸드오버 및 리눅스 서버 지원, 사물 인터넷 기기 및 플레이스테이션4 클라이언트 지원
- 1.8 버전에서는 50 동시접속자까지 무료로 지원, Github 의 Proudnet 에서 다운로드 지원

## 특징
사용 편의성보다는 성능, 안정성, 유연성에 초점이 맞추어져 있다. 상용화 서비스 중인 모바일 게임의 서버 하드웨어 1개 당 동시접속자 6만명 이상을 처리하기도 했다.

## 기능
- 대규모 다중 사용자 온라인 게임 지원: 게임 서버 로직과 엔진 코어 모두 멀티코어를 활용, 2중 스레드 풀링을 통한 I/O 기아화 방지 기능
- 연결 끊김 없이 WiFi와 3G/LTE 무선 통신간 연결 전환(핸드오버) 기능
- 대기 시간 없는 P2P 통신 연결 및 연결해제: 예를 들어 MMORPG 게임에서 서로 근처에 있는 플레이어끼리는 서버를 경유하지 않고 P2P 통신을 가능하게 함
- 다양한 P2P 활용 기능: P2P reliable 메시징, 근거리 클라이언트끼리 P2P 연결을 활용한 서버 멀티캐스트 절약 기능, NAT 매핑 사용량 최적화 기능
- 네트워크 메시지 암호화 기능
- 네트워크 메시지 데이터 압축 기능
- 네트워크 장애 상황에 대한 내성: ICMP 차단, 경로 MTU 탐색 실패, 버그 NAT 라우터의 오작동, ADSL 송신량 한계, 기업용 방화벽, UDP gateway dropout 현상에 대한 자가 해결 기능
- 스로틀링(회선 속도에 따른 통신량 조절 기능), 송신 우선순위 기능(QoS) 지원
- 게임 개발에 최적화된 RPC 및 컴파일러를 통한 송수신 처리 루틴 자동 생성
- 수퍼피어(호스트) 선정 기능
- 추측 항법
- 고속 메모리 관리자
- 호스트간 시간 동기화
- 프로세스 오류 덤프 및 수집
- 스피드핵 감지
- 사용자 정의 DB 구조를 위한 데이터베이스 캐시(cache) 시스템
- 분산 서버 개발을 위한 고성능 LAN 통신 시스템 (TCP-P2P)
- 지원하는 클라이언트간 상호 작용 멀티플레이 지원
- 윈도우, 유니티, 언리얼 스크립트, 마멀레이드, 안드로이드 자바, NDK, iOS 네이티브 등 다양한 클라이언트 지원
- 네트워크 메시지 포맷이 고정된 테스트 환경을 위한 simple packet mode 기능 지원
- 도움말, 다양한 예제 프로그램, 분산 서버 온라인 게임 예제 프로그램
- 모바일 폰의 다양한 성능에 따른 처리 지원

## 응용 사례
- 세븐나이츠, 몬스터길들이기, 스트리트파이터5 외 190여개 프로젝트
- MMORPG, FPS, 액션 게임, 레이싱 등 장르
- 한국, 중국, 일본, 미국, 홍콩, 싱가폴, 말레이시아, 독일, 네덜란드 등 12개 국가에서 라이브 서비스

## 엔진을 사용하는 게임
- 《7개의 대죄 Grand Cross》 (2019년, 모바일) - 개발:넷마블,배급:넷마블
- 《마구마구 2023》 (2020년, 모바일) - 개발:넷마블엔투,배급:넷마블
- 《베일드 엑스퍼트》 (2023년, PC) - 개발:넥슨게임즈,배급:넥슨코리아
- 《별이되어라 2》 (2023년, 모바일) - 개발:플린트,배급:하이브
- 《스트리트 파이터 5》 (2016년, 플레이스테이션 4) - 개발:캡콤,Dimps,배급:캡콤
- 《PBA Tour 2023》 (2023년, 모바일) - 개발:Spogames,배급:Spogames
- 《몬스터길들이기》 (2013년, 모바일) - 개발:넷마블 몬스터,배급:넷마블게임즈
- 《마블 퓨처 파이트》 (2013년, 모바일) - 개발:넷마블 몬스터,배급:넷마블게임즈
- 《세븐나이츠》 (2014년, 모바일) - 개발:넥서스게임즈
- 《마비노기영웅전》 (2009년, PC) - 개발:넥슨, 배급:넥슨
- 《라그나로크 온라인 2》 (2011년, PC) - 개발:그라비티
- 《S4 League》 (2009년, PC) - 개발:펜타비전, 배급:펜타비전
- 《마계촌 온라인》 (2011년, PC) - 개발:씨드나인
- 《미니 파이터》 (2011년, PC) - 개발:마블퀘스트
- 《다크블러드 온라인》 (2011년, PC) - 개발:JCR소프트
- 《거울전쟁 - 신성부활》 (2010년, PC) - 개발:엘엔케이로직코리아, 배급:엘엔케이로직코리아
- 《볼츠앤블립》 (2010년, PC) - 개발:에이피스튜디오, 배급:드래곤플라이
- 《워크라이》 (2010년, PC) - 개발:T3엔터테인먼트, 배급:T3엔터테인먼트
- 《러스티 하츠》 (2010년, PC) - 개발:스테어웨이게임즈, 배급:윈디소프트
- 《데스크톱 히어로즈》 (2011년, PC) - 개발:넥슨, 배급:넥슨
- 《오즈페스티벌》 (2009년, PC) - 개발:액토즈소프트, 배급:액토즈소프트
- 《투어골프온라인》 (2011년, PC) - 개발:온네트, 배급:온네트
- 《훼밀리골프》 (2012년, PC) - 개발:훼밀리골프
- 《호보런》 (2010년, PC) - 개발:라츠 엔터테인먼트, 배급:Gamers Oxygen
- 《프로젝트 머큐리》 (2011년, PC) - 개발:플루토스튜디오
- 《파워레인저 온라인》 (2012년, PC) - 개발:아이언노스, 배급:무브게임즈
- 《카르카스 온라인》 (2009년, PC) - 개발:제이씨알소프트
- 《히어로인더스카이》 (2009년, PC) - 개발:게임어스
- 《서유기전》 (2010년, PC) - 개발:앤앤지랩, 배급:넷마블
- 《본투파이어》 (2010년, PC) - 개발:펀트리, 배급:넷마블
- 《차구차구》 (2013년, PC) - 개발:애니파크, 배급:넷마블
- 《토크리쉬》 (2011년, PC) - 개발:드리머스에듀케이션
- 《탱크에이스》 (2011년, PC) - 개발:온네트
- 《Fear 온라인》 (2012년, PC) - 개발:인플레이인터렉티브
- 《2112》 (2012년, PC) - 개발:베트남 Emobi Games
- 《최강의 군단》 (2013년, PC) - 개발:에이스톰
- 《델피니아크로니클》 (2013년, 모바일) - 개발:디지털프로그,배급:CJ E&M
- 《매직마스터즈 온라인》 (2012년, 모바일) - 개발:엔픽소프트
- 《터치파이터》 (2012년, 모바일) - 개발:위메이드엔터테인먼트,배급:위메이드엔터테인먼트
- 《넥슨올스타즈》 (2012년, 모바일) - 개발:넥슨코리아,배급:넥슨코리아
- 《레인오브컨커러스》 (2013년, 모바일) - 개발:마이너랙시스
- 《달을 삼킨 늑대》 (2013년, 모바일) - 개발:위메이드엔터테인먼트,배급:위메이드엔터테인먼트
- 《아카샤》 (2013년, 모바일) - 개발:KNETP
- 《격추왕》 (2013년, 모바일) - 개발:바나나피쉬,배급:위메이드엔터테인먼트
- 《듀얼마스터즈》 (2013년, 모바일) - 개발:지그재그소프트
- 《크로스카운터》 (2013년, 모바일) - 개발:컴퍼니100
- 《꼬꼬패밀리》 (2013년, 모바일) - 개발:포켓조이
- 《블랙썬》 (2014년, 모바일) - 개발:블랙펄스튜디오
- 《가디언스리그》 (2014년, 모바일) - 개발:스노우패밀리
- 《히얼위고》 (2014년, 모바일) - 개발:이키나게임즈
- 《벤데타》 (2014년, 모바일) - 개발:퓨어게임즈
- 《BOWLING KING》 (2014년, 모바일) - 개발:피닉스게임즈
- 《snowbro for kakao》 (2014년, 모바일) - 개발:이삭엔터테인먼트
- 《몬타워즈》 (2014년, 모바일) - 개발:버프스톤
- 《샌드스톰》 (2014년, 모바일) - 개발:하울링소프트
- 《와일드 버스터》 (2012년, PC) - 개발:누리비스타
- 《풋볼레전드》 (2013년, PC) - 개발:네오비앙
- 《플레잉》 (2012년, PC) - 개발:게이밍
- 《Shura King》 (2014년, PC) - 개발:SGTY
- 《클로저스》 (2014년, PC) - 개발:NADDIC게임즈

## 같이 보기
- 게임 엔진